# Вълчан войвода
Вълчан войвода е легендарна личност. Приема се, че е действал първоначално в Странджа планина, а след събиране на голяма постоянна дружина от 70 души, започва да действа на територията на цяла България от Тимок до Тулча и от Македония до Цариград.

## Биография
Вълчан войвода е много известна личност в народните предания в Северозападна България, в Самоковско, Търновско, в Странджа, Сакар, Източна Стара планина, Лудогорието и Добруджа. Според най-разпространената легенда е родом от с. Осеновлаг до Своге в Стара планина, или с. Косача, Пернишко. Според други от Лозенградско или Малкотърновско в Странджа. Като много млад убил турчин, който се заглеждал по годеницата му и трябвало да бяга от родния край, стигнал до Бяло море и там се побратимил с гръка Спирос Димитър, който го научил на рибарство и мореходство. Двамата мислили да се занимават с пиратство около Цариград, но с малкия им каик било безумие и Вълчан решил да събере дружина и да завардят някой пролом. Спирос дошъл с него, а Кара Емин ага, когото познавали от Цариград щял да им бъде шпионин и да съобщава за богати кервани. Работата потръгнала със смелия и съобразителен Вълчан начело, събрала се голяма дружина, а неговият побратим – поп Мартин, Спирос Димитър, Маленко Сърбин, Емин бей и Петър били подвойводи. Вълчан другарувал и с Индже войвода, Христо войвода и Кара Кольо. С последните построили Устремският манастир, наречен затова „Хайдушки“ в Сакар планина, а с поп Мартин и другите – Манастира 7-те престола в Стара планина. Така Вълчан се издигал в нещо като главен български войвода, имал знаме от син атлаз със златен рис и всяка година правел сбор на всички хайдути и войводи, които имало в България в центъра ѝ – в местността Станчов полугар до Троян, където събирали пари за челядта на пострадалите си другари и за освобождението на България, а Вълчан давал много пъти над всички. Събраното държели в пещерата „Общата маара“, която само той знаел и можел да ходи.  Легендите за войводата са безкрай, някои свързват „трезора“ на хайдутите, не с планината, а с лагуните при Ропотамо, където бил рибарувал, или с разни вирове или с други планини, като Сакар, а не с Балкана. Друга легенда сочи, че имането е открито от комунистите по време на режима им или, че упорито е търсено, но не е открито, че Вълчан става хайдутин със сестра си Рада – за да я спаси от „пашата на Орхание“ и войводата бил уловен от леденишкия спахия, стария Ахладоолу, или минал Дунава, че и в сборника Български народни песни от Македония на братя Миладинови народът и в този български край тачи и пее за Вълчан Войвода. Изследователят Йордан Перчинков в труда си „Вълчедръм – докосване до миналото“. цитира една приписка от тогавашното хайдушко време, в която се казва следното: „Ние бяхме 99 души без майки и бащи. Турска вяра не щем. Боже, Боже, пари и богатство ни даде, и юначни години, но българско царство не ни даде…“. (Вълчан войвода, поп Мартин, Али бей врачански и Бела Рада)
Неустрашим хайдутин, непреклонен в решенията си. Интересното е, че в неговата дружина е имало хайдути и от турски произход (Емин ага, който по-късно с помощта на чичовците си достига до поста писар на хазнатаря и подава информация на Вълчан за пътищата на хазните), най-близък съратник му е бил поп Мартин. Като байрактар в първите години от неговото хайдутуване, е бил Кара Кольо, по-късно заместен от Стоян Берберина. Кара Кольо става байрактар на Инджето. През 1811 г. Вълчан се среща с капитан Георги Мамарчев (1786 – 1846 г.) в Букурещ, вуйчо на Георги Раковски. Раковски в своите мемоари пише за Кара Кольо: „моят духовний отец Черний Кольо“. Вълчан войвода е поддържал тесни връзки с „бащите“ на революцията в България, като съществуват непотвърдени сведения, че той е финансирал техните начинания.
Водил дружина, Вълчан войвода много години и много добрини е сторил; известно е, че е платил на зидари да построят каменен мост на река Резовска. С побратимите си в хайдушкия занаят построил 2 манастира.
Друга черта, която се приписва на Вълчан войвода, е, че той е събирал съкровища не само от турските бейове, но намирал и стари римски и тракийски съкровища. Но всичко било с една цел – да бъде за освобождението на България. Пращал е много младежи да учат в чужбина, за да има учени хора след Освобождението (издържал ги е напълно). Много места и местности се свързват с името на Вълчан войвода в България.
По време на Въстанието в Тракия през Руско-турската война (1828 – 1829) 53-годишният легендарен войвода участва с четата си заедно с българския доброволчески отряд на Стойко Маврудов в освобождаването и отбраната на Созопол заедно с руските флотски части срещу турците.

## Семейство
Най-ранните известия го свързват с района на село Тагарево (днеш. Вълчаново) и с. Факия. По бащина линия произлиза от големия род на Бимбеловци от с. Факия.
Според семейното родословно дърво на русенската фамилия Хаджииванови, след неспокойните хайдушки години Вълчан войвода се установява на постоянно местожителство в големия български град Тулча в Северна Добруджа. Тук той създава семейство, като се жени за монахинята Епраксина, от която има четири деца – Иван, Васил, Петра и Оксана. Скицата на семейното дърво на Хаджииванови сочи, че след смъртта си Епраксина била погребана в женския манастир Чипика в Тулчанско. Синът на Вълчан и Епраксина – Хаджи Иван Вълчанов Иванов става едър търговец. Той има трима синове и две дъщери. Единият от синовете му – Петър Иванов Хаджииванов се преселва в Русе и се оженва за Тонка Винарова, дъщеря на Никола Станев-Шарапчията.

## Смърт
Скицата на семейното дърво на Хаджииванови сочи, че Вълчан войвода завършва земния си път в Тулча. Според Петко Славейков Вълчан войвода е заловен от леденишкия спахия Ахладоолу и тогава предводител става Рада войвода.

## Памет
На Вълчан войвода е наречена улица в квартал „Дървеница“ в София (Карта).